# Elizabeth Ann Linley

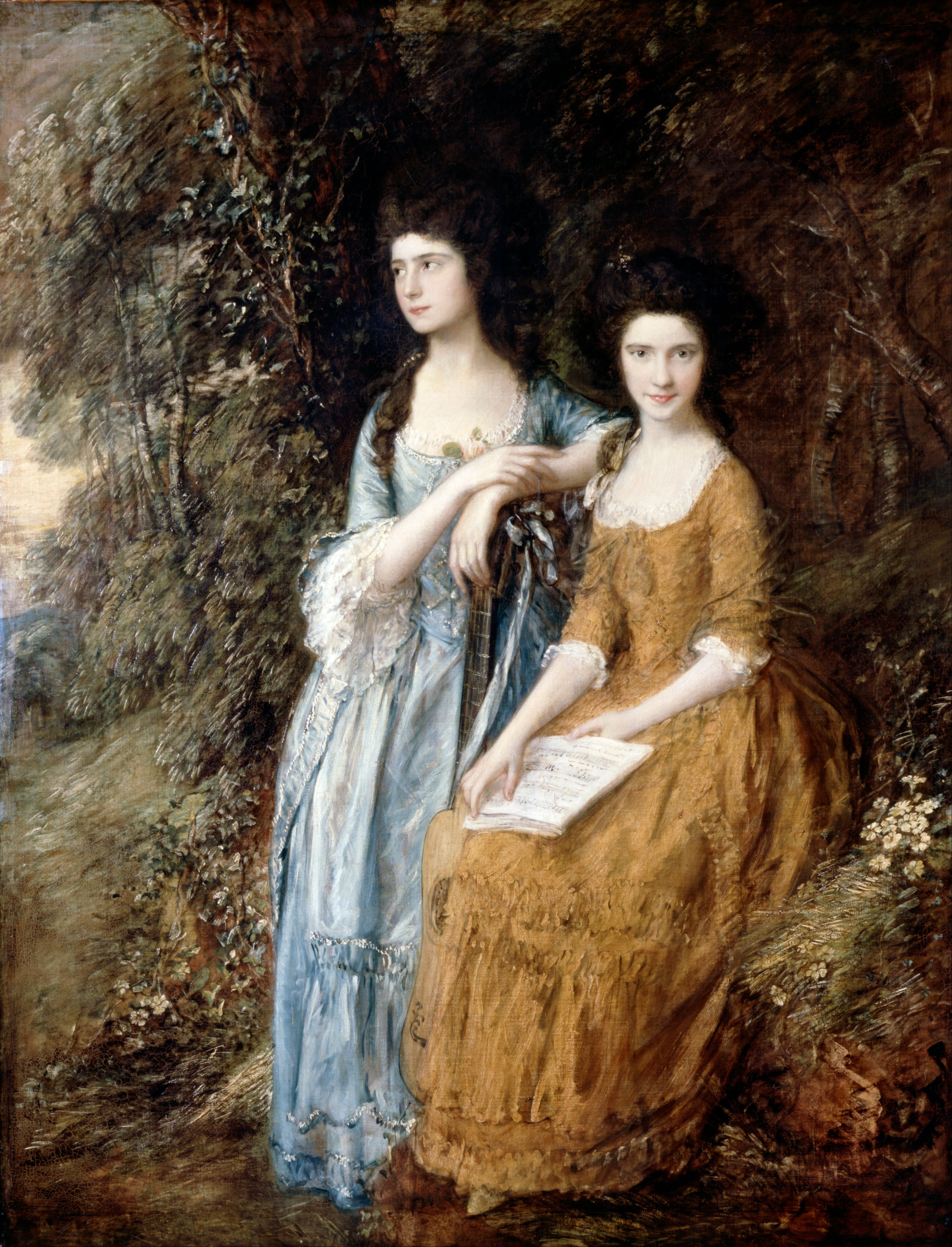
Elizabeth con su hermana Mary Linley

Elizabeth Ann Linley (de casada Sheridan) (septiembre de 1754-28 de junio de 1792) fue una cantante británica de gran belleza. Fue modelo de varias pinturas de Thomas Gainsborough, quién era un amigo familiar, Joshua Reynolds y Richard Samuel. Poeta y escritora experta, fue parte de las Blue Stockings Society y participó en la política Whig.
Fue la segunda de 12 hijos, la primera hija del compositor Thomas Linley y su esposa Mary Johnson, Elizabeth fue esposa del dramaturgo Richard Brinsley Sheridan. Ella fue una las cantantes Soprano más destacadas de su época a pesar de que su esposo la haya desanimado de actuar en público después de su casamiento. Pasó sus primeros años de vida en Bath, donde nació y donde probablemente haya dado su primera actuación junto con su hermano Thomas Linley en 1767 aunque haya empezado a cantar a los 9 años de edad. La doncella de Bath (en inglés, The Maid Of Bath) fue una comedia que dramatizó y ridiculizó la historia de su vida, se presentó por 24 noches en el Teatro Haymarket en el año 1771.
Tuvo un compromiso con un anciano adinerado a finales de 1770 que se canceló justo antes de la boda; después de eso Elizabeth se fugó a Francia con Sheridan y probablemente hayan celebrado su ceremonia de matrimonio en marzo de 1772, pues realmente no existen registros del matrimonio. La pareja regresó a la Gran Bretaña a finales de abril donde ahí si que se celebró un matrimonio formal en 1773. Sheridan defendió el honor de Elizabeth 2 veces en duelos ocurridos en 1772 con el capitán Thomas Mathews quien la había perseguido amorosamente.
La relación fue tormentosa, ambos tenían aventuras; Elizabeth tuvo varios abortos espontáneos y un bebé fallecido. Uno de los amantes de Elizabeth fue Edward FitzGerald quien el padre de su hija nacida el 30 de marzo de 1792. Elizabeth tuvo un tiempo donde sufrió problemas de salud que su trabajo agravó. Ella falleció de tuberculosis el 28 de junio de 1792.

## Primeros años
Elizabeth Ann Sheridan (de soltera Linley) nació a finales de 1754 la fecha exacta varía según las fuentes que dan el 4, 5 o 7 de septiembre, en Abbey Green o 5 Pierrepont Street, Bath. Su padre fue Thomas Linley, un músico británico y compositor, su madre fue Mary Johnson (1729–1820), quién fue también una talentosa música. Elizabeth  fue la hermana mayor ( había un hermano mayor pero  falleció en la infancia ), al igual que sus hermanos tuvo talento musical. Su educación acomodada por su madre aunque haya pasado 2 años en una escuela en Bristol donde le enseñaron nociones básicas francesas, baile, dibujo, pintura y comportamiento.  Mencionado anteriormente, su primera aparición pública fue con su hermano Thomas en 1767 en Londres que contó con música de Bach que se llamó El favor de las hadas (en inglés The Fairy Favor). Elizabeth cantó mientras que su hermano interpretó a un personaje llamado Puck.
Su padre era muy estricto en el cumplimiento de los horarios de los niños, haciéndoles actuar semanalmente en conciertos en Bath y en lugares de Oxford y Londres. Mary Dewes,[a] una de las asistentes a los conciertos, expresó la opinión de que les hacía trabajar en exceso y que exigía a Elizabeth que interpretara canciones demasiado difíciles para su edad. Elizabeth estaba bajo la tutela de su padre como aprendiz de música, lo que garantizaba que sus actuaciones aumentaran sus ingresos. Para gestionar su reputación, su padre seleccionaba cuidadosamente los lugares en los que podía actuar, para asegurarse de que sólo cantara en los festivales de la alta sociedad y evitara las dificultades de actuar en los escenarios de Londres. Entre los lugares que seleccionó como su representante estaban sus conciertos en Bath y el Festival de los Tres Coros, que incluía giras en la catedral de Gloucester, la catedral de Hereford y la catedral de Worcester, además de actuaciones en Cambridge, Chester, Londres, Oxford y Salisbury. Las giras eran eventos lujosos acompañados de reuniones sociales que se celebraban aparte de la aparición del concierto, en las que se esperaba que Elizabeth y los demás intérpretes se entretuvieran durante varias horas antes de cada actuación.
Al seleccionar un repertorio para aumentar la fama de Elizabeth, su padre eliminó las canciones populares, eligiendo en su lugar baladas regionales con "impecable pedigrí nacional" y clásicos, centrados en Handel. Entre sus actuaciones destacadas está la de mayo de 1768 como Galatea en Acis y Galatea, que se convirtió entonces en un elemento fundamental de su repertorio. Los críticos contemporáneos, como Fanny Burney, Daniel Lyons y Gaspare Pacchierotti, observaron que su voz, con una expresión clara, sencilla y dulce, era especialmente compatible con el estilo oratorio de Handel. Estos mismos rasgos utilizados para describir su voz también fueron atribuidos a su comportamiento por el compositor William Jackson, Charles Burney y otros, lo que aumentó la admiración del público por Elizabeth, impulsándola a ser durante un tiempo la cantante más célebre de Inglaterra, así como objeto de devoción por parte de sus seguidores. Jackson, compositor de Exeter, amigo de la familia Linley y autor de Observations on the Present State of Music in London (1791), escribió música específicamente para que Elizabeth la interpretara.
Aunque las obras de Handel constituían el núcleo del repertorio de Elizabeth, William Jackson y tanto su hermano como su padre compusieron música especialmente para ella[19]. Aunque no se ha conservado buena parte de la obra de su padre de la época de Bath, las Doce canciones de Jackson (1765-1770) y las Doce canzonetas (hacia 1770) fueron creadas para adaptarse a la temprana voz de Elizabeth. Elizabeth fue nombrada en los periódicos locales como solista del concierto que presentaba la Oda a la fantasía de Joseph Wharton y Lycidas de Jackson, que se interpretó el 26 de noviembre de 1767. La cantata In yonder grove para la última actuación pública de Elizabeth en marzo de 1773 fue escrita por su hermano Thomas, para la que ella escribió la letra. El aria fue escrita para resaltar su flexibilidad vocal y amplificar específicamente el dramatismo de su registro. Muchas de las canciones que se incluían en sus actuaciones mencionaban pájaros cantores, como el aria "Sweet Bird" de Haendel en L'Allegro, il Penseroso ed il Moderato, referencias a la alondra de Semele, y su propio verso en In yonder grove que habla del canto del ruiseñor. La repetida relación entre la voz de Elizabeth y los pájaros, fue un recurso utilizado para atraer la atención sobre las características específicas de su voz y aumentar la apreciación pública de sus habilidades naturales. Jorge III la vio actuar en Drury Lane; quedó impresionado e invitó a la familia a entretener a la Reina en el Palacio de Buckingham en abril de 1773. El público estaba compuesto por el Rey, la Reina y su familia más una invitada mujer; el concierto privado duró cinco horas, por el que el Rey pagó a Linley 100 libras (equivalentes a 13.000 libras en 2019).

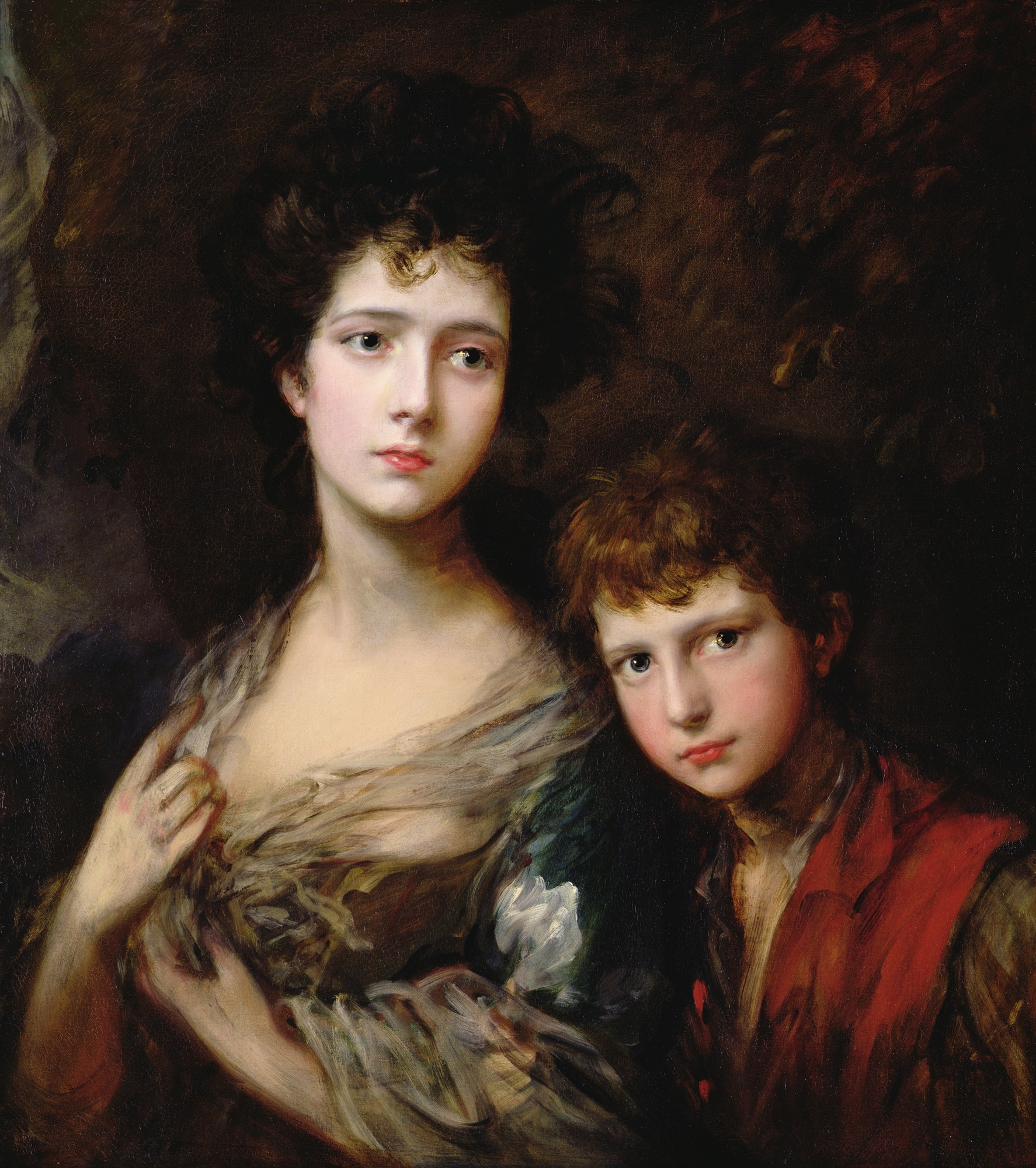
Elizabeth con su hermano Thomas

Elizabeth conoció adecuadamente a Richard Brinsley Sheridan en octubre de 1770, no mucho después de que la familia Sheridan llegara a Bath. Los Sheridan fueron invitados a la casa de los Linley, ya que el padre de Elizabeth quería sorprender a Thomas Sheridan con la grandeza de su casa y Sheridan deseaba obtener ayuda para conseguir nuevos alumnos. Pronto se desarrolló una estrecha amistad entre los miembros adolescentes de las familias. A finales de año, se comprometió con un pretendiente anciano pero rico, Walter Long, pero el compromiso se rompió poco antes de la fecha fijada para la boda. Los informes son diversos en cuanto a la razón por la que se rompió el compromiso; la cuñada de Elizabeth, Elizabeth Sheridan, dijo que Linley había aconsejado a Long que nunca sería feliz en su matrimonio, lo que le llevó a retirar su demanda. Otros informes señalan que la caracterización de Long en la obra La doncella de Bath escrita por Samuel Foote fue la causa de la ruptura. La obra, que se estrenó el 26 de junio de 1771, era una nueva comedia que se estrenó en el Haymarket Theatre, y que dramatizaba la historia de Elizabeth. Se representó durante 24 noches en Londres y fue muy popular, pero convirtió a Elizabeth en una figura de burla. Sin embargo, otros informes indican que Long se sintió desanimado por la atención de tantos otros hombres. Sea cual sea la razón, el compromiso se rompió. Long le pagó una indemnización de 3.000 libras en 1771 (equivalente a 396.000 libras en 2019), y también recibió 1.000 libras en ropa y joyas.
La atención de parte de los hombres que Elizabeth no quería continuaba, y ella le empezaba a dar miedo las intenciones impúdicas de quienes intentaban cortejarla. Entre los hombres que se encapricharon con ella estaban Charles Sheridan, hermano mayor de Richard, y Nathaniel Brassey Halhed. Ella estaba especialmente preocupada por las insinuaciones del "capitán" Thomas Mathews, un hombre casado. Los Linley le había conocido cuando se trasladó a Bath en 1770; descendiente de Thomas Mathews, había renunciado a su carrera militar al casarse. Persiguió amorosamente a Elizabeth a pesar de su estado civil, la acosaba sexualmente y amenazaba con violarla. El sentimiento empeoró con lo de The Maid Of Bath ya que seguía sintiéndose burlada por la comedia, Elizabeth soportó otra burla cuando su padre y William Herschel tuvieron un fuerte desacuerdo público sobre si ella cantaría en un acto benéfico organizado por Herschel. Las discusiones entre los dos fueron publicadas en formato de periódico hechos en enero de 1772; en este momento su vida ya era insoportable y quería escapar, a la vez contempló el suicidio, Elizabeth no pretendía hablarle de la situación a sus padres así que le habló a su amiga Alicia Sheridan por ayuda, tal cual su amiga le dijo que la idea de escapar a Francia era romántica a pesar de que la pareja ya había elaborado un plan.
En inicios de 1772 Elizabeth se sintió aún más agitada; le faltaba aire, le daban dolores de cabeza y discutía frecuentemente con su padre debido a que se negaba a participar en presentaciones.  Sheridan fue a visitarla un domingo por la mañana mientras los otros Linley estaban fuera y la encontró inconsciente por las drogas que había tomado. Ya después de que Elizabeth se recuperara de la sobredosis un grupo de amigos conspiró para poner en marcha sus planes: Elizabeth debía fingir una enfermedad la mañana del 18 de marzo para quedarse sola en la casa, ya que ese día estaba previsto un concierto.

## Escape a Francia

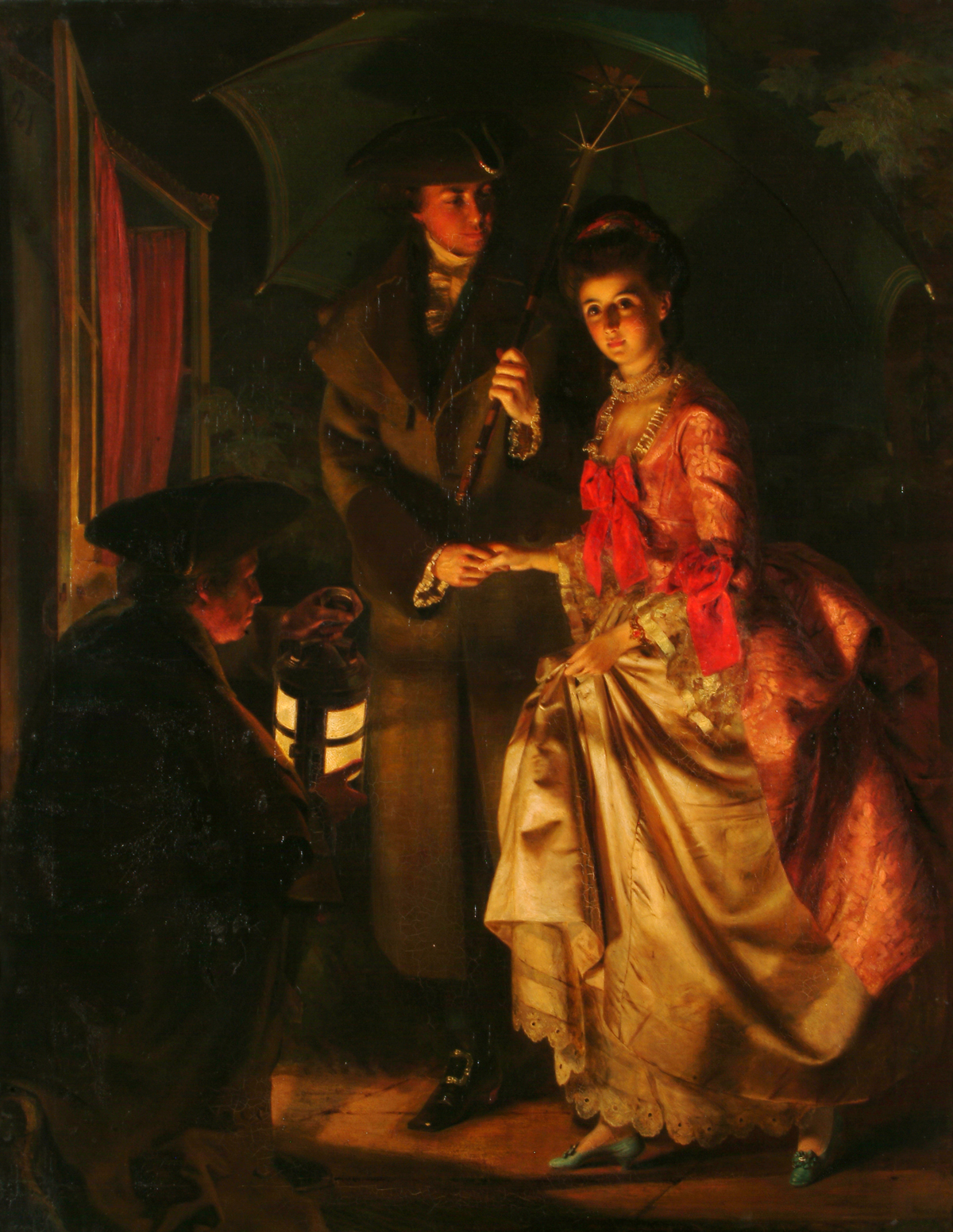
El 1860 retrato de Jerry Barrett de Sheridan ayudando Elizabeth escapada de la casa de su padre.

Los detalles exactos de la ruta de la pareja y los acontecimientos que acompañaron su huida varían, ya que se han enriquecido y se han dado diferentes versiones. Primero viajaron a Londres, momento en el que se separaron de la carabina, y llegaron a última hora de la tarde del día siguiente, donde se dirigieron a algunos amigos de Sheridan para pedirles dinero que complementara la pequeña cantidad que tenían en su posesión; Alicia les había dado una modesta suma y Elizabeth tenía unas 40 libras de ahorros. La pareja no tuvo ningún resultado en la adquisición de fondos adicionales, aunque un comerciante de aceite, que era un conocido de Sheridan, les ayudó a conseguir pasaje en un pequeño barco con destino a Dunkerque.
Tras una agitada travesía, se suben a un autocar hasta Calais, donde se alojan en una posada durante al menos una noche, utilizando dos habitaciones, antes de tomar otro autocar hasta Lille. La intención era continuar hasta un convento en St Quentin, pero Elizabeth había estado enferma desde la travesía por mar y su estado empeoró mientras estaban en Lille. Atendida por un médico británico local y cuidada por su esposa en su casa, Elizabeth comenzó a recuperarse, pero él detectó los primeros síntomas de la tuberculosis. Sheridan permaneció con ella, escribiendo cartas a sus amigos en Inglaterra, mientras mantenían largas conversaciones sobre sus infancias, política y ambiciones. Elizabeth se percató de que sus sentimientos por él se habían profundizado y, a pesar de su falta de dinero y conexiones sociales, quería dedicar su vida a ayudarle y apoyarle.
Mientras tanto, de regreso a Bath, Thomas Linley se sintió desolado cuando descubrió que su hija había desaparecido, enviando grupos de búsqueda; pronto supo que se había fugado con Sheridan. A pesar de sus intentos por salvar su reputación acallando la información, rápidamente se convirtió en tema de chismes y rumores en todo Bath. Elizabeth recibió una carta de Sheridan en la que se detallaba el trato de Mathews con ella y es posible que su padre retrasara su retorno hasta después de que Mathews hubiera abandonado Bath. Al conocerse ampliamente las circunstancias de la participación de Mathews en los hechos, éste perdió todo el apoyo que tenía; puso un anuncio en el Bath Chronicle, publicado el 9 de abril de 1772, en el que se criticaba a Sheridan, y unos días después abandonó la ciudad.

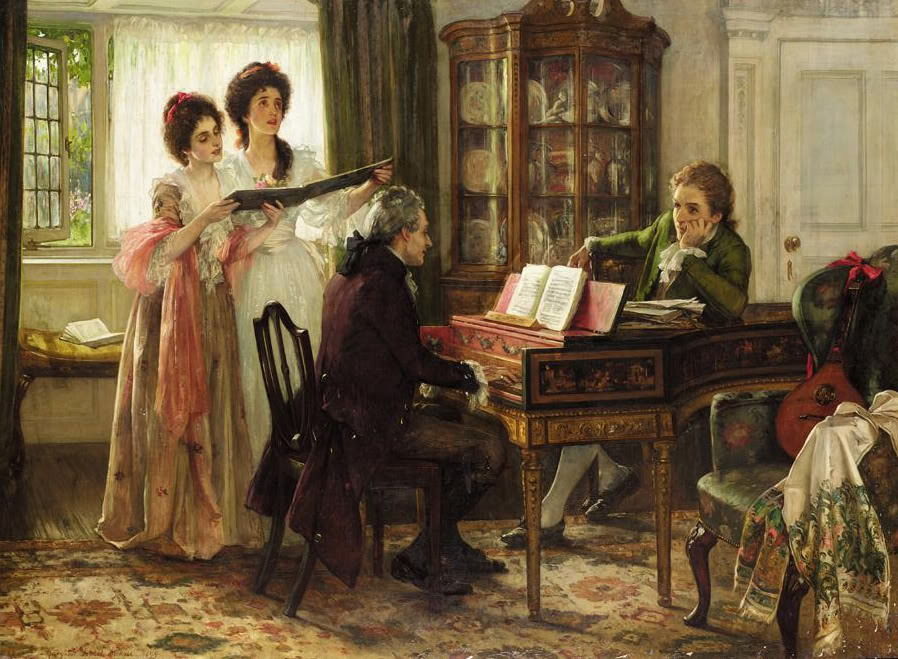
Sheridan en el Linleys, 1899.

## Matrimonio

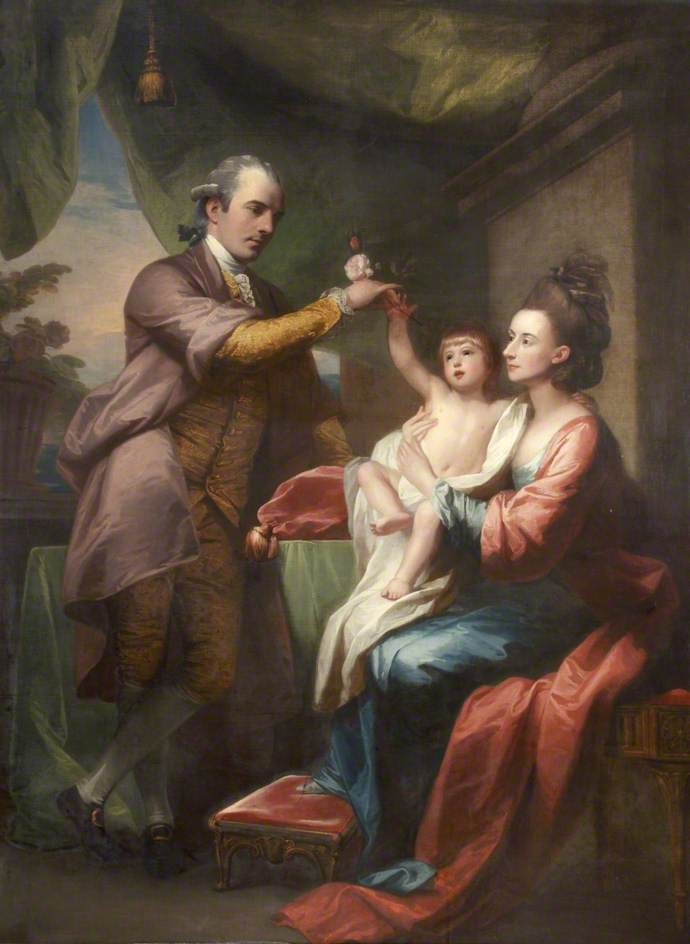
Elizabeth y Sheridan

Sheridan y Elizabeth se casaron oficialmente en la iglesia parroquial de St Marylebone el 13 de abril de 1773, época en la que Elizabeth fue descrita por Frances Burney como "infinitamente superior a todas las demás cantantes inglesas". De acuerdo a unos periódicos más tardíos, su romance fue descrito como "uno de los romances clásicos del oeste del país" y ella era "la cantante más bella de Inglaterra". Sheridan descendía de una familia casi sin recursos; al igual que su padre, Thomas, estaba afectado por la pobreza; sin embargo, después de casarse oficialmente, Sheridan no permitió que ella apareciera en el escenario de forma profesional ya que el pensaba que afectaría su condición como caballero. Elizabeth estaba preocupada por su peligrosa situación económica, ya que sus ganancias eran insignificantes, suplicando a su marido que le permitiera seguir cantando, ya que era su único medio de conseguir fondos. Parte de la herencia de 1.000 libras de Elizabeth, que su padre había sacado de la indemnización recibida de Long, se utilizó para comprar una casa en Londres; otras 1.050 libras del dinero de Long se mantuvieron en custodia, proporcionando a Elizabeth sólo 31 libras y diez chelines al año en intereses durante su vida. 

## Poesía y escritura
Aparte de sus habilidades para el canto, Elizabeth poseía otros talentos artísticos, incluyendo el dibujo, la mímica y la habilidad para tocar instrumentos musicales. También era una escritora y poeta adepta, particularmente usando el verso como ayuda y medio de comunicación en tiempos de luto. Cuando su hermano menor Tom murió después de caer de un bote a un lago en Grimsthorpe el 5 de agosto de 1778. Elizabeth escribió un verso muy difundido a su lira que recibió una respuesta publicada de un poeta local. Su elegía, titulada En el violín de su hermano (En inglés On her Brother's Violin), se reprodujo posteriormente en la edición de 1785 de The Annual Register. También escribió una oda sobre la muerte por tuberculosis de su hermana Mary el 27 de julio de 1787. Las cartas entre Elizabeth y Sheridan adoptaron la forma de versos tanto antes como durante su matrimonio.

## Retrato

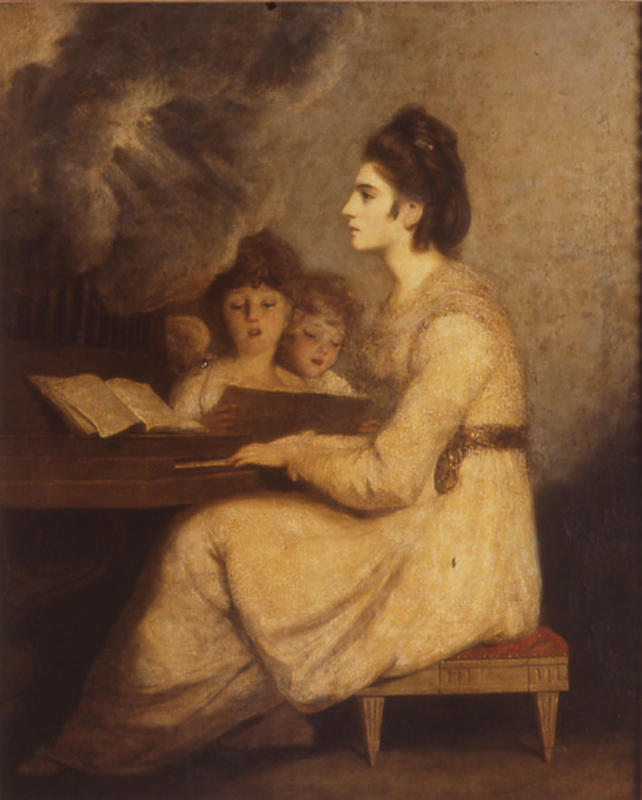
Elizabeth en el papel de Santa Cecilia

Cuando Elizabeth fue una adolescente, se había ganado una reputación no sólo por su habilidad para el canto, sino por su belleza. Thomas Gainsborough había sido amigo de la familia desde 1759 y pintó varios retratos de la familia Linley. Su obra Las hermanas Linley fue pintada hacia 1772 y muestra a Elizabeth y a su hermana Mary Linley poco antes de la fuga. Es el único retrato que se conoce de las dos hermanas juntas y se expuso en la Royal Academy en 1772 con el título de Retrato de dos damas (en inglés A Portrait Of Two Ladies) Gainsborough desarrolló una afinidad con Elizabeth, intuyendo sus pensamientos subconscientes[44] Su retrato posterior, titulado Mrs. Richard Brinsley Sheridan, fue realizado después de su matrimonio, y muestra a Elizabeth, de 31 años, posando sobre una roca en la ladera de una colina, reflejando el estilo de vida rural que rogó a su marido que le permitiera llevar. Masque of Beauty, una exposición de la National Portrait Gallery de 1972, incluyó el retrato de Gainsborough de 1772, y también se expusieron cuadros de Elizabeth como parte de la exposición de la galería de 2008 titulada Mujeres brillantes: las medias azules del siglo XVIII (en inglés Brilliant women: 18th century bluestockings) el cuadro de su nieta Caroline Norton, de William Etty, de 1846, también figuró en las dos exposiciones, y eran las dos únicas mujeres incluidas en las dos.
Elizabeth fue también el modelo para el cuadro de Joshua Reynolds Santa Cecilia, que se expuso con éxito en la Royal Academy en 1775 (ahora Waddesdon Manor), y que Reynolds describió como "el mejor cuadro que he pintado''. Reynolds también se hizo amigo de los Sheridan, a pesar de las fricciones anteriores, después de que invitara a la pareja a una gran cena que estaba organizando. Esperaba que Elizabeth cantara para sus invitados y compró un piano nuevo para que lo utilizaran; se sintió consternado cuando se negaron alegando que ella no volvería a "cantar en público". Fue la modelo de la Virgen María en su cuadro del belén que se quemó en el incendio del castillo de Belvoir en 1816.
Richard Samuel incluyó un retrato de Elizabeth en su cuadro colectivo Retratos en los personajes de las Musas en el Templo de Apolo (En inglés Portraits in the Characters of the Muses in the Temple of Apollo) , que representaba a los fundadores y a algunos participantes de Blue Stocking Society. Por primera vez en la Real Academia de las Artes en 1789, se encuentra actualmente en la National Portrait Gallery de Londres.

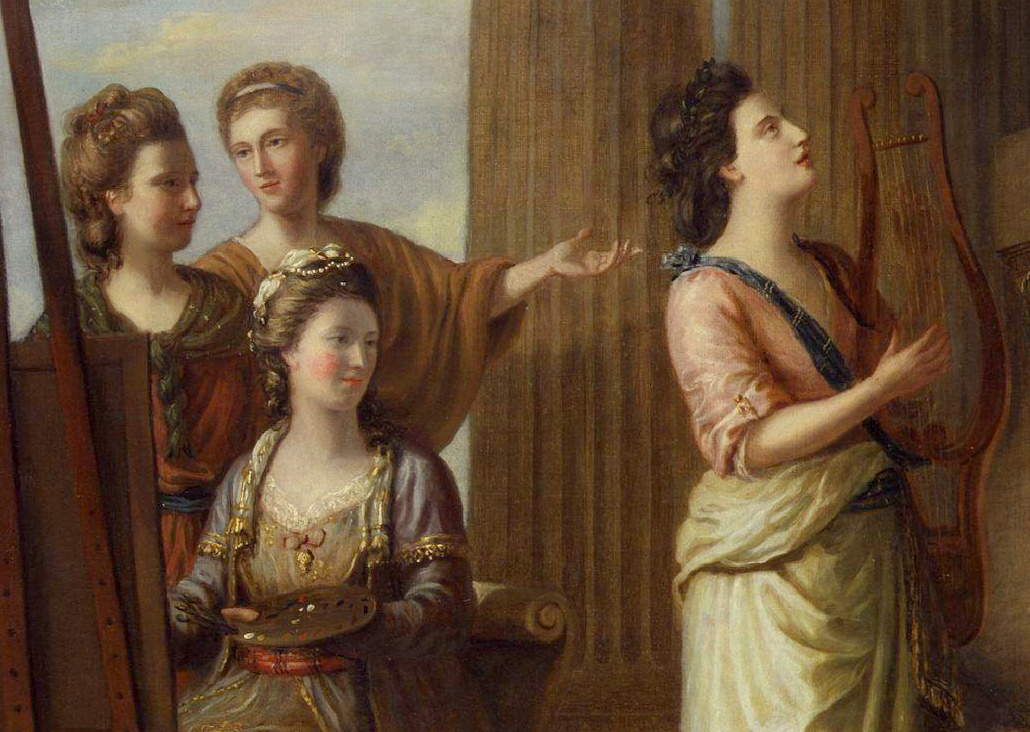
Elizabeth a la derecha, con lira. Bluestockings (1778, detalle)

El título popular de la obra, Las nueve musas vivas de Gran Bretaña, hacía referencia a las artistas y figuras literarias representadas: la poeta Anna Laetitia Barbauld; la erudita Elizabeth Carter; la dramaturga Elizabeth Griffith; la historiadora Catharine Macaulay; las tres escritoras Elizabeth Montagu conocida como la "reina de las medias azules" y que desempeñó un papel importante en la sociedad, Hannah More y Charlotte Lennox; y Elizabeth, posando como musas clásicas. un papel de Terpsícore o Erato; está colocada en un punto solitario pero focal hacia el centro del cuadro y, según Roach, la composición es indicativa de su "lugar especial en la compañía del círculo de las medias azules" Aunque las otras mujeres se declararon como medias azules, Elizabeth no fue identificada como miembro.
En 1860 Jerry Barrett expuso en la Royal Academy un par de cuadros que retrataban a Elizabeth y Sheridan en dos momentos de su relación amorosa. Uno de los cuadros, titulado "La fuga", recoge la noche de su fuga; la escena se sitúa en la casa de los Linley, con Elizabeth siendo ayudada desde su asiento por Sheridan. El otro se llama Sheridan, disfrazado de conductor de autocares, va a ver a la señorita Linley a su casa desde el teatro de Covent Garden; se utilizó como ilustración en The Sphere el 20 de noviembre de 1940. Junto a un artículo con el título "The Romance of Sheridan and Miss Linley". Las dos obras se conservan en el Brighton Museum & Art Gallery, pero es posible que hubiera más en la serie.